# Alberto Rossel
Basilio Alberto Rossel Contreras (ur. 26 stycznia 1975) − peruwiański bokser, pierwszy w historii peruwiański mistrz świata w boksie zawodowym (WBA w kategorii junior muszej) oraz olimpijczyk.

## Kariera amatorska
W 1994 był uczestnikiem mistrzostw panamerykańskich. Peruwiańczyk doszedł do ćwierćfinału, gdzie pokonał go Daniel Reyes. Rok później startował na igrzyskach panamerykańskich, rywalizując w kategorii muszej. Udział zakończył na ćwierćfinale, przegrywając z reprezentantem Portoryko Juanem Cotto. 
W marcu 1996, Rossel został mistrzem Ameryki Południowej, zwyciężając w kategorii papierowej. Peruwiańczyk w finale pokonał Beibisa Mendozę. W lipcu 1996 reprezentował Peru na igrzyskach olimpijskich, rywalizując w kategorii papierowej. Na turniej został zakwalifikowany za zdobycie złotego medalu na mistrzostwach Ameryki Południowej. Pierwszym rywalem na igrzyskach Rossela był Chińczyk Yang Xiangzhong. Reprezentant Peru przegrał 7:16, odpadając z dalszej rywalizacji.